# ناظم العبادي
هو أستاذ جامعي. باحث وكاتب عراقي تولد 1962 م في محافظة البصرة وهي مدينة تقع جنوب العراق.. ثم انتقل إلى بغداد..ولم يغادر العراق
حاصل على شهادة الدكتوراة في الهندسية - الهندسة الميكانيكية من جامعة بغداد
أستاذ جامعي في كلية الهندسة الجامعة المستنصرية
محاضر في قسم المواد وقسم الهندسة الكهربائية منذ 2000 م
حاضر في الجامعة التكنولوجية - قسم الإنتاج والمعادن منذ 1997 م
عارض الحكم الديكتاتوري في العراق منذ 1975 وتعرض للمضايقة والاعتقال عام 2000
قاوم الاحتلال سلميا وثقافيا وقاد عدد من المظاهرات ضد الوجود الأمريكي
اسس عدد من التنظيمات المهنية لاجل معاجة الواقع المهني والنقابي في العراق ولم تسنح الظروف لاتمام ذلك المشروع
له مقالات ودراسات في عدد من الصحف والمواقع... شارك في عدد من المؤتمرات الفكرية والعلمية. يساند مظاهرات الإصلاح في ساحة التحرير. شارك في الاعتصامات عام 2016.
له مقالات في موقع العراق تايمز.
, في موقع التآخي.
, في موقع الحوار المتمدن.
, في موقع عراق للعرب.
, في موقع بنت الرافدين.
المصدر: , موقع.

## مقالات

### فصل (الدنيا).. عن (السياسة)
ناظم العبادي
الوطن …؟؟!
ذكرى.. أم (أكلة) نتذكرها..
في شوارع لندن أو باريس…
هل صار مضحكا ان نتحدث عن (المبادئ)…
أم صارت مبادئنا مضحكة..
هل صار العراقي.. (مصريا) يكتب ولا يقرأ..أم (لبناني) يطبع والعراقي…. لا يقرا..
لست (انا)، بل قال احدهم: ان الوطن تكليف، وان الموت في جبهة (الوطن) أفضل من (الجهاد) في ساحة (الانسحاب)..
السياسة في زنزانة (السجن) أفضل من السجن في فنادق (السياسة)..!
(الوطن) لايكون (وجبة مقبلات) للمناضلين السكارى في حانات (بلغاريا)، ولا سجادة (صلاة) في مساجد (لندن)… كذلك (السياسة)..
الوطن (تكليف).. والسياسة (تكليف)..
يحق للجميع ان يكون مهتما، فقط، بنفسه وبيته، دون أن يحرق (الوطن) ليشعل سيكارته..
أو يعمل (سياسي) ليخدم اسرته…!
ازمة العراق.. ازمة (وطنية)..
و مشكلة العراق (الانا) التي تحكم العراق..
ونحتاج.. فصل (الانا) عن السياسة..
أو قل:
فصل (الدنيا) عن السياسة…
لان (…) إذا لبس (القاط) أو لبس (العمامة) أو لبس (الدشداشة).. لا يهم.
المشكلة.. عندما يتحول إلى (سارق) (متوحش) يسيل لعابه على ما في يد (عجائز) العراق..
و أطفال العراق..
واحياء العراق..
وموتى العراق…
المشكلة.. عندما يكون السياسي دنيويا...
في كل وجوده وطموحه واماله...
المشكلة.. عندما يكون السياسيلا عراقيا....
في كل وجوده وطموحه واماله...
كتب عن الثقافة العليا.
وعن النهضة الحسينية.
وكتب عن التظاهرات.
وكتب عن الحرية والإباحة.
وكتب عن التطرف.
وكتب عن الاضرابات.
......